# Луебо
Луебо (фр. Luebo) — місто (територія) на заході центральної частини Демакратичної Республіки Конго. Адміністративний центр провінції Касаї. Розташоване на висоті 478 м над рівнем моря.
У 2010 році населення міста за оцінками становило 29 167 осіб. У місті є аеропорт.
Територія розділена на 5 районів:
- Луебо (Luebo)
- Луебо-Кабамбаї (Luebo-Kabambayi)
- Луебо-Луленгеле (Luebo-Lulengele)
- Луебо-Веді (Luebo-Wedi)
- Нджоко-Пунда[en]